# Revelin
Revelin ili ravelin (tal. rivelino; franc. ravelin) u fortifikacijskom graditeljstvu označava vrstu utvrde postavljene da brani njene najslabije točke ili pojedina vrata. Ako se nalazi pred vratima utvrde, revelin je najčešće povezan s njom mostom.
Revelin je trokutasta fortifikacija ili samostalna isturena utvrda ispred bastiona tvrđave. Izvorni naziv za revelin bio je demiluna (franc. demi-lune) što potječe od riječi luneta. Revelin se postavljao izvan tvrđave na strani suprotnoj od fortifikacijske kurtine. Rubovi revelin su postavljeni tako da topovi mogu lako otvarati vatru na trupe koje moraju prolaziti duž fortifikacijske kurtine. Zid koji je okrenut dvorcu/tvrđavi je nizak, a uglovi ostalih su postavljeni tako da revelin ne pruža nikakv zaklon napadačkim snagama ako ga osvoje napadači ili ga napuste branitelji.

## Više informacija
- Popis utvrđenih vojnih termina